# U-17-Fußball-Europameisterschaft 2027
Die Endrunde der 43. U-17-Fußball-Europameisterschaft soll im Sommer 2027 in Lettland stattfinden. Dies entschied das UEFA Executive Committee am 26. September 2023 auf ihrem Treffen in Limassol. Lettland ist erstmals Schauplatz einer UEFA-Endrunde. Das Turnier wird seit der U-17-Fußball-EM 2025 unter einem neuen Modus durchgeführt. Es werden zwei Qualifikationsrunden gespielt. An der Endrunde nehmen acht Nationen teil. Der Gastgeber tritt auch in der Qualifikation an, er hat seinen Platz unter den acht Endrundenteilnehmern aber sicher.